# Luca della Robbia

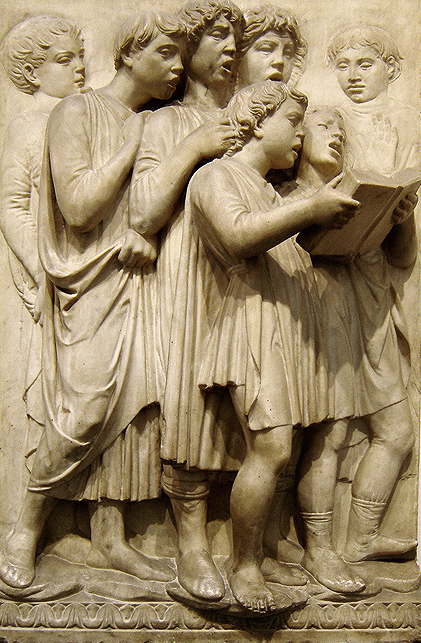
Panneau de la cantoria (tribune des chantres) de la cathédrale de Florence. Musée de l'Œuvre du Dôme.

Luca della Robbia (Luca di Simone di Marco della Robbia), est un sculpteur et un céramiste florentin, né à Florence vers 1399 et mort en février 1482, oncle du céramiste Andrea della Robbia et le fondateur de l'atelier des Della Robbia.

## Biographie
Selon Vasari (dans Le Vite), Luca naquit « en l'an 1388, dans la maison de ses ancêtres qui se trouve sous l'église Saint-Barnabé à Florence, il y fut élevé avec les usages de l'époque jusqu'à ce qu'il ait appris non seulement à lire et à écrire, mais aussi à compter, selon la coutume en vigueur chez la plupart des Florentins, pour ses propres besoins. Son père Simone di Marco di Vanni della Robbia le plaça ensuite, afin qu'il apprenne l'orfèvrerie chez Lionardo, fils de Giovanni, considéré alors à Florence comme le meilleur maître en cet art. » Né dans une famille de teinturiers (robbia signifie « garance » en toscan), il commença comme sculpteur de marbre et étudia la sculpture antique.
Luca Della Robbia a réalisé une des cantorie (Donatello pour la seconde), à l'intérieur du Dôme de Florence (la cathédrale). C'était la « tribune des chantres », un balcon où plusieurs chantres/choristes pouvaient se réunir, éventuellement avec un orgue portatif ou positif et quelques autres instruments. Ce bas-relief très important avait été commandé (en 1431) par l'Œuvre du Dôme, pour être placé au-dessus de la porte de la sacristie des Messes. Luca della Robbia l'a achevé vers 1438-1439. 

### La création céramique
En 1446, Luca et son frère Marco achetèrent une grande maison pour y loger un atelier et un four. En 1448, Marco mourut, laissant à la charge de son frère ses six neveux, parmi lesquels Andrea, le plus connu d'entre eux qui reprit la tête de l'atelier à la mort de son oncle, et ses cinq enfants y travaillèrent à leur tour. Le plus célèbre d'entre ceux-ci est Giovanni. Après lui et Luca della Robbia le Jeune partis en France en 1529, fuyant la peste, l'atelier cessa de produire à la suite d'un différend avec Santi Buglioni.

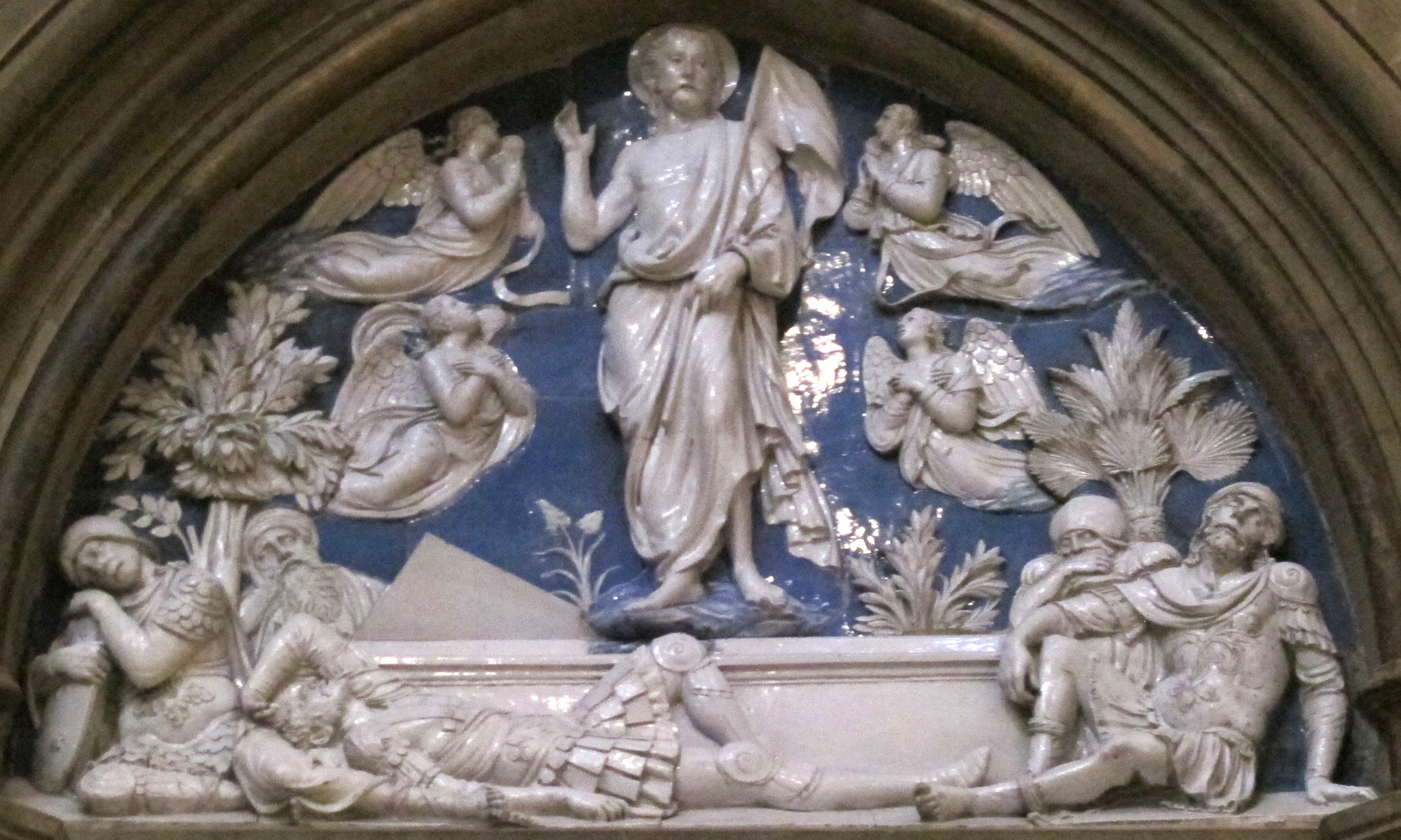
Tympan de la Résurrection - Santa Maria del Fiore, Florence.

Insensible aux tendances de la Renaissance formulées par Brunelleschi, Masaccio, ou Donatello, Luca Della Robbia est un sculpteur dont la sobriété claire des plans et des rythmes, la sérénité classique des visages, les draperies simples et la sensibilité à la lumière seront toujours présentes dans son œuvre.

Il recherchera le moyen de conserver ses œuvres en terre cuite. 

Selon Vasari « considérant que la terre se travaille facilement et sans grande fatigue et qu'il ne manque que le moyen de conserver les œuvres une fois qu'elles étaient faites, il rêva tellement qu'il trouva le moyen de les défendre des injures du temps ; après avoir expérimenté beaucoup de choses, il trouva, en effet, qu'en les recouvrant d'un mélange fait d'étain, de terre d'antimoine et d'autres minéraux et mixtures cuits au feu dans un four spécial, on obtenait très bien cet effet et on rendait l'œuvre en terre presque éternelle. »

Le neveu de l'artiste et les fils de celui-ci perpétuèrent cette technique. L'une des dernières sculptures répertoriées est une œuvre de Giovanni Della Robbia qui s'intitule Visiter les malades (1525-1529) on peut la voir à l'Hôpital del Ceppo de Pistoie. Par la suite l'atelier des Della Robbia, sous l'influence des élèves des fils du neveu, ne produisit plus que des pièces artisanales et commerciales.
La production familiale fut très prolifique et s'exporta dans toute l'Europe. Elle comprenait des frises et des retables, des emblèmes de corporation ou des armoiries d'aristocrates, des portraits de la Vierge Marie ou de saints, destinés à la dévotion privée. Les œuvres des Della Robbia se caractérisent par leur charme, leurs éclatantes couleurs (surtout le bleu et le blanc), la finesse du modelé et la fraîcheur du dessin dans un style très reconnaissable.

## Œuvres
- Une des cantorie de Santa Maria del Fiore, conservée et exposée au Museo dell'Opera del Duomo (Florence).
- Vierge à l'Enfant, église San Michele in Foro de Lucques.
- Madonna col Bambino in trono fra i santi Stefano e Caterina d’Alessandria e il podestà Brancadori (1428), collection privée, Florence.
- Angeli che recano l’arme Bartolini-Salimbeni e coppie di leoni araldici (1425/1430 env.), collection privée, Florence.
- Madonna col Bambino che stringe un pomo dite Madonna della mela (1440/1445 env.), musée du Bargello, Florence.
- Madonna dell’Umiltà col Bambino che prende un giglio (1450 env.), Sant' Andrea, Rovezzano, Florence.
- Ritratto di giovanetto (1445 env.), Museo Civico Gaetano Filangieri, Naples
- Madonna col Bambino fra sei angel (1432 env.), musée du Louvre, Paris.
- Vierge à l'Enfant (1450), Musée de Bode, Berlin.
- Vierge et l'Enfant, 1450-1460, terre cuite émaillée et dorée, 47.3 x 38.7 x 8.9 cm, Metropolitan Museum of Art, New York[2].
- Vierge à l'Enfant avec Putti, vers 1490-1495, relief en terre-cuite peinte, Musée du California Palace of the Legion of Honor à San Francisco.